# Нейровізуалізація

Трактографія людського мозку у бічній проекції

Нейровізуалізація або візуалізація мозку — використання різних методів для прямого або непрямого зображення структури та функції нервової системи. Нейровізуалізацію широко використовують у медицині, нейронауці та психології. Лікарі, що спеціалізуються на виконанні та інтерпретації нейровізуалізації в клінічних умовах, називаються нейрорадіологами.
Нейровізуалізація ділиться на дві широкі категорії:
- Структурна візуалізація, яка займається структурою нервової системи і діагностикою грубих (великомасштабних) внутрішньочерепних захворювань (таких як пухлина) і травм.
- Функціональна візуалізація, яку використовують для того, щоб діагностувати метаболічні захворювання та пошкодження на точнішому масштабі (такі як хвороба Альцгеймера) і також для неврологічного та дослідження когнітивної психології та для створення нейро-комп'ютерних інтерфейсів.

Функціональна візуалізація дозволяє, наприклад, миттєво візуалізувати як обробляється інформація центрами в мозку. Такі процеси призводять до того, що залучена область мозку збільшує метаболізм і «загоряється» при скануванні.

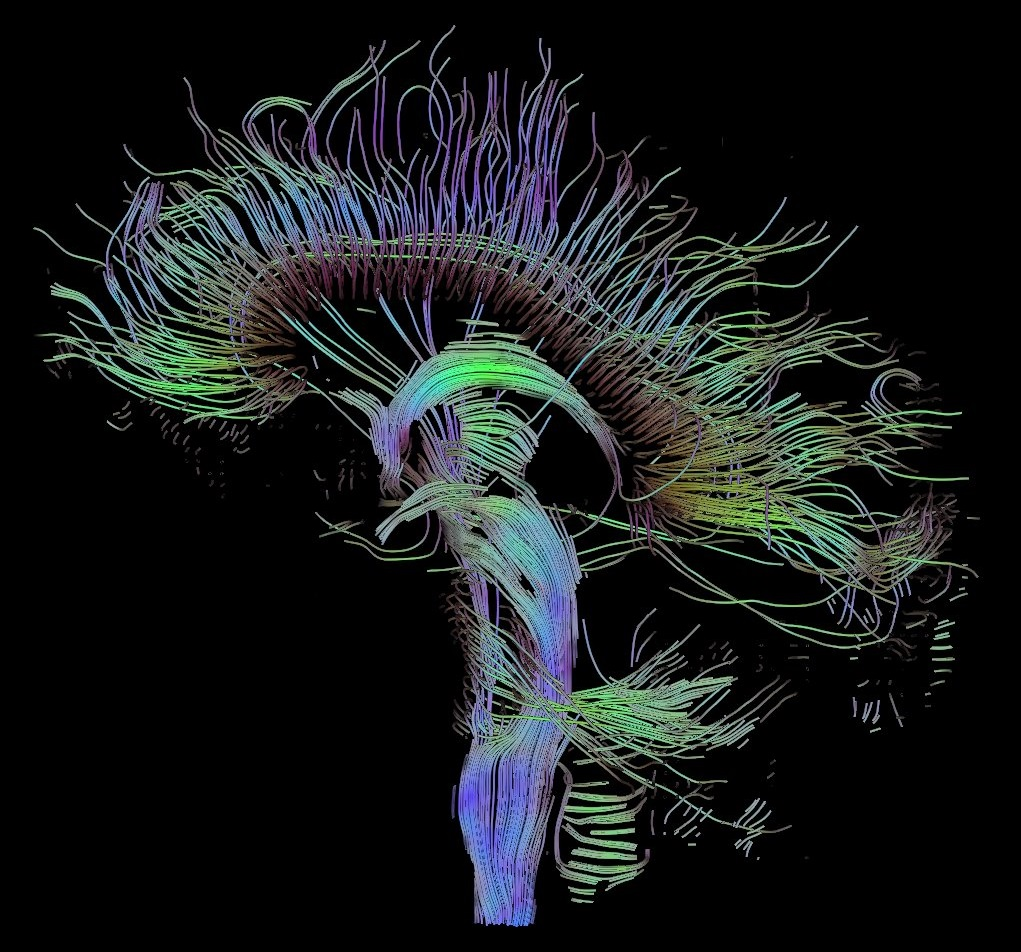
Трактографічна реконструкція нейронних зв'язків (дифузійна тензорна томографія)

Передові технології нейровізалізації тісно пов'язані з обчисленням великих даних завдяки нейроінформатиці.

## Історія

Комп'ютерна томографія голови, від маківки до основи черепа.

Перший розділ історії нейровізуалізації відсилає до італійського нейрофізіолога Анджело Моссо, який винайшов «баланс кровообігу людини», що дозволяло неінвазивно вимірювати перерозподіл крові під час емоційної та інтелектуальної діяльності. 
У 1918 році американський нейрохірург Волтер Денді ввів методику вентрикулографії. Рентгенівські знімки шлуночкової системи головного мозку були отримані шляхом введення фільтрованого повітря безпосередньо в один або обидва бічних шлуночка головного мозку. Денді також досліджував, що повітря, введене в субарахноїдальний простір через люмбальну пункцію, може проникати в шлуночки головного мозку, а також ілюструє відсіки спинномозкової рідини навколо основи мозку і над його поверхнею. Ця методика отримала назву пневмоенцефалографії.
У 1927 році Еґаш Моніш ввів церебральну ангіографію, за допомогою якої можна було з великою точністю візуалізувати як нормальні, так і аномальні кровоносні судини в головному мозку і навколо нього.
На початку 1970-х років Аллан Маклеод Кормак і Годфрі Ньюболд Гаунсфілд ввели комп'ютерну осьову томографію (КТ), і все докладніші анатомічні зображення мозку стали доступні для діагностичних і дослідницьких цілей. Кормак і Хаунсфілд отримали за свою роботу Нобелівську премію з фізіології або медицини в 1979 році. Незабаром після введення КТ на початку 1980-х років розвиток радіолігандів дозволило проводити однофотонну емісійну комп'ютерну томографію (ОФЕКТ або ОЕКТ) і позитрон-емісійну томографію (ПЕТ) головного мозку.
Приблизно водночас була розроблена магнітно-резонансна томографія (МРТ або МР-сканування) такими дослідниками, як Пітер Менсфілд і Пол Лотербур, які були відзначені Нобелівською премією з фізіології або медицини в 2003 році. На початку 1980-х років МРТ була впроваджена клінічно, а в 1980-х роках відбувся справжній вибух технічних удосконалень і діагностичних застосувань МРТ. Науковці незабаром виявили, що великі зміни кровотоку, виміряні ПЕТ, також можуть бути відтворені за допомогою правильного типу МРТ. Так з'явилась функціональна магнітно-резонансна томографія (фМРТ), і з 1990-х років фМРТ стала домінувати в області картування мозку через її низьку інвазивність, відсутність радіаційного опромінення та відносно широкої доступності.
На початку 2000-х років область нейровізуалізації досягла стадії, коли обмежене практичне застосування функціональної візуалізації мозку стало можливим. Основна область застосування це грубі форми Нейро-комп'ютерних інтерфейсів.
Одним з найспірніших застосувань нейровізуалізації було дослідження «ідентифікації думок» або читання думок. 2023 року дослідники змогли реконструювати у відео суб'єктивний досвід людини (те що людина бачить, тобто, її кваліа) за допомогою штучного інтелекту, навчаного на великій кількості фМРТ зображень. Пізніше в тому ж році були проведені подібні експерименти зі зчитуванням того, що людина чує та словесно думає.

## Техніки та методи
Найпоширеніші методи і техніки медичної візуалізації відповідно рівня біологічної організації, яку вони можуть візуалізувати:
| Органний і тканинний рівні                          | Клітинний і молекулярний рівні                          |
| --------------------------------------------------- | ------------------------------------------------------- |
| Електроенцефалографія (ЕЕГ)                         | Конфокальна мікроскопія                                 |
| Комп'ютерна томографія (КТ)                         | Багатофотонна мікроскопія                               |
| Магнітно-резонансна томографія (МРТ)                | Оптична когерентна томографія (ОКТ)                     |
| Функціональна МРТ                                   | Рентгенівська кристалографія                            |
| Ультразвукове дослідження                           | Магнітно-резонансна мікроскопія                         |
| Позитронно-емісійна томографія (ПЕТ)                | Флуоресцентна мікроскопія                               |
| Однофотонна емісійна комп'ютерна томографія (ОФЕКТ) | Сканувальна електронна мікроскопія                      |
| Дифузійна МРТ                                       | Просвічуюча електронна мікроскопія                      |
| Ангіографія                                         | Атомно-силова мікроскопія (АСМ)                         |
| Рентгенографія                                      | Інфрачервона спектроскопія з перетворенням Фур'є (FTIR) |
| Магнітоенцефалографія                               | Раман-спектроскопія                                     |

## Покази
Нейровізуалізацію слід проводити після неврологічного обстеження, в якому лікар знайшов причину для глибшого дослідження пацієнта, який має або може мати неврологічні розлади.
Одна з найпоширеніших неврологічних проблем, з якою може зіткнутися людина — це проста непритомність. У випадках простої непритомності діагноз включає неврологічне обстеження, якщо в історії хвороби пацієнта не згадано про інші неврологічні симптоми, але звичайне неврологічне сканування не рекомендовано для пацієнта, оскільки ймовірність виявлення причини непритомності в центральній нервовій системі надзвичайно низька, і пацієнт малоймовірно отримає користь від цієї процедури.
Нейровізуалізацію не рекомендовано для пацієнтів з постійними головними болями, які діагностуються як мігрень. Дослідження показують що наявність мігрені не збільшує ризик внутрішньочерепних захворювань для пацієнта. Діагноз мігрені, який зазначає відсутність інших проблем, таких як папіллоедема, не свідчить про необхідність нейровізуализації. Під час проведення ретельної діагностики, лікар повинен виявити, чи є головний біль причиною, відмінною від мігрені, що може викликати необхідність у нейровізуализації.
Іншим показником для нейровізуалізації є стереотаксична хірургія з КТ, МРТ і ПЕТ або радіохірургія для лікування внутрішньочерепних пухлин, артеріовенозних мальформацій та інших хірургічно виліковних станів.

## Методи візуалізації мозку

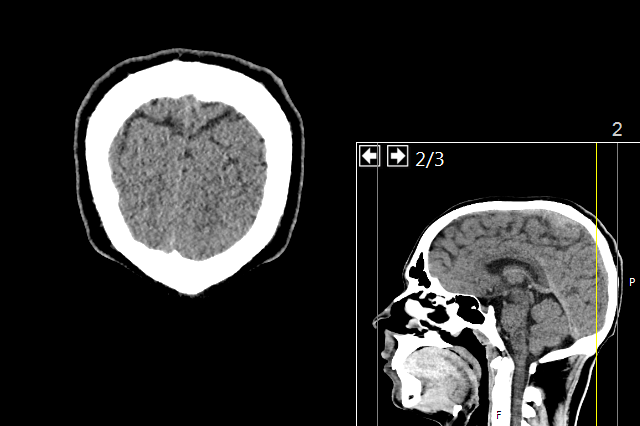
Комп'ютерна томограма (КТ) нормального головного мозку

### Комп'ютерна томографія
Комп'ютерна осьова томографія або комп'ютерна томографія (КТ-сканування) використовує серію рентгенівських знімків голови, отриманих в різних напрямках. Зазвичай використовують для швидкого перегляду черепно-мозкових травм. КТ-сканування використовує комп'ютерну програму, яка виконує чисельний інтегральний розрахунок (зворотне перетворення Радона) ґрунтуючись на виміряних рентгенівських знімках, щоб оцінити, скільки рентгенівських променів поглинається в невеликому обсязі мозку.

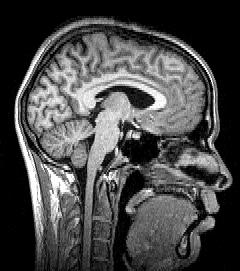
Сагітальна МРТ головного мозку

### Дифузійна оптична візуалізація
Дифузійна оптична візуалізація (ДОВ) або дифузна оптична томографія (ДОТ) — це медичний метод візуалізації, який використовує інфрачервоне світло для створення зображення тіла. Метод вимірює оптичну абсорбцію гемоглобіну та покладається на спектр поглинання гемоглобіну, який змінюється з його статусом оксигенації. Дифузна оптична томографія високої щільності (HD-DOT) порівнювалася безпосередньо з фМРТ (Функціональна магнітно-резонансна томографія) з використанням реакції на візуальну стимуляцію у суб'єктів, що вивчаються за допомогою обох методів, зі схожими результатами. HD-DOT також порівнюється з фМРВ з точки зору мовних завдань і функціональної зв'язності стану спокою.

### Динамічна візуалізація мозку (Event-related optical signal, EROS)
Динамічна візуалізація мозку — це метод сканування мозку, який використовує інфрачервоне світло через оптичні волокна для вимірювання змін оптичних властивостей активних областей кори головного мозку. У той час як методи, такі як дифузійна оптична томографія (ДОТ) і спектроскопія в ближній інфрачервоній області вимірюють оптичне поглинання гемоглобіну, і таким чином ґрунтуються на потоці крові, тоді коли EROS використовує переваги розсіювальних властивостей самих нейронів і, що таким чином, забезпечує набагато пряміший показник клітинної активності. EROS може точно визначати активність мозку в міліметрах (просторово) і в мілісекундах (тимчасово). Найбільший недолік цього методу сканування — неможливість виявити активність глибиною більше декількох сантиметрів. EROS — це новий, відносно недорогий та неінвазивний для пацієнта та метод. Він був розроблений в Університеті штату Іллінойс в Урбана-Шампейн, де його зараз використовують у лабораторії когнітивного нейрозображення доктора Габріеле Граттона та доктора Моніки Фабіані.

### Магнітно-резонансна томографія
Магнітно-резонансна томографія (МРТ) використовує магнітні поля і радіохвилі для отримання високоякісних дво- або тривимірних зображень структур мозку без використання іонізуючого випромінювання (рентгенівських променів) або радіоактивних трассерів.

### Дифузійно-зважена магнітно-резонансна томографія (Дифузійна МРТ, або DWI або DW-MRI)

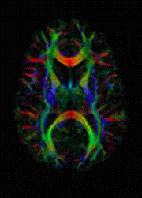
Кольорове дифузійне тензорне зображення (DTI)

Дифузійно-зважена магнітно-резонансна томографія (Дифузійна МРТ, або DWI або DW-MRI) — це використання певних послідовностей МРТ, а також програмного забезпечення, яке генерує зображення з отриманих даних, що використовує дифузію молекул води для генерування контрасту в МРТ-зображеннях. Це дозволяє відображати процес дифузії молекул, головним чином води, у біологічних тканинах in vivo та неінвазивно. Молекулярна дифузія в тканинах не є випадковою, а відображає взаємодію з багатьма перешкодами, такими як макромолекули, волокна та мембрани. Таким чином, моделі дифузії молекул води можуть виявити мікроскопічні деталі архітектури тканини, як нормальної, так і у хворому стані. Спеціальний вид DWI, дифузійне тензорне зображення (DTI), широко використовували для картографії білої речовини мозку.

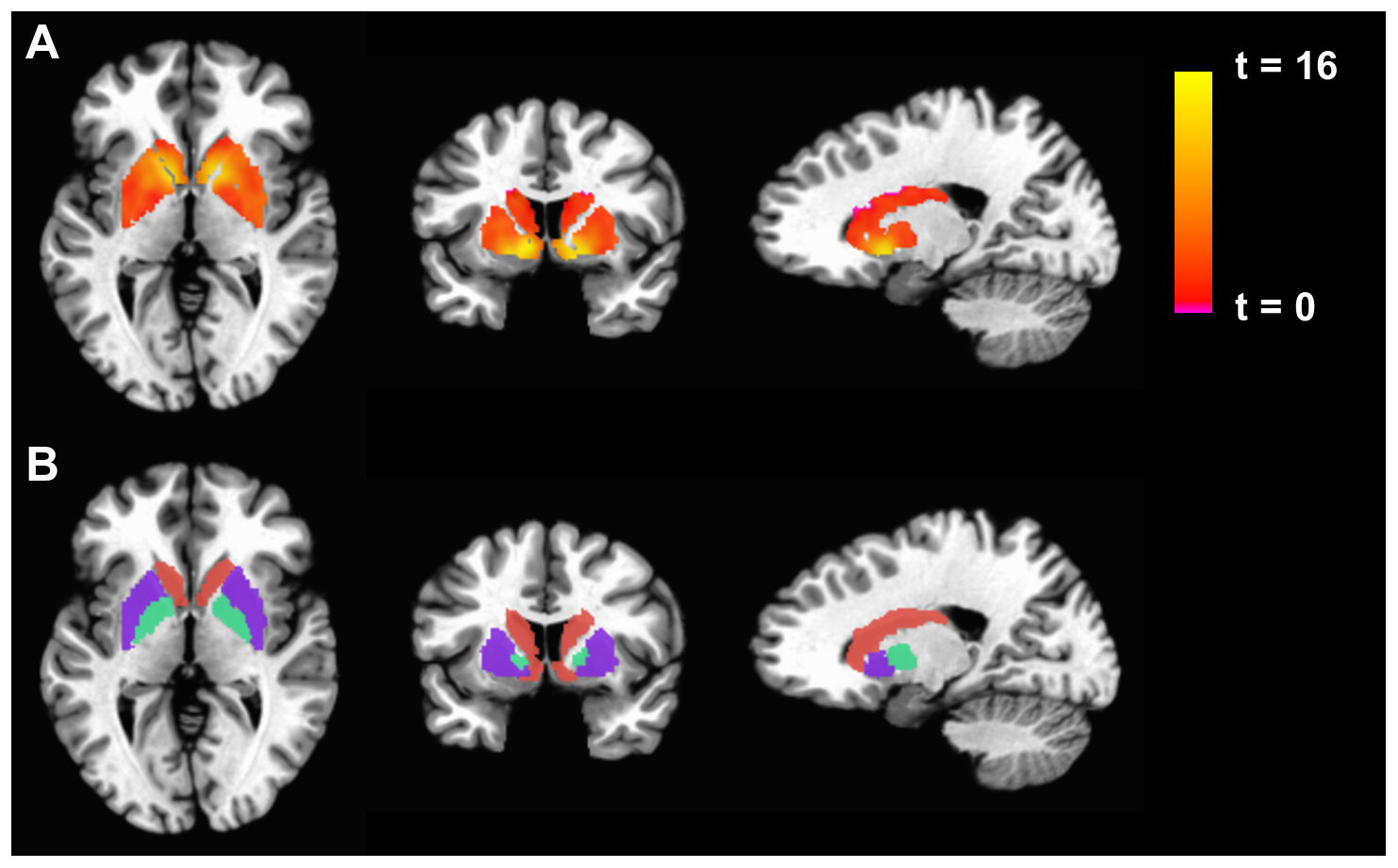
фМРТ базальних гангліїв мозку — синдром хронічної втоми в порівнянні з контрольною групою

### Функціональна магнітно-резонансна томографія
Функціональна магнітно-резонансна томографія (fMRI) і артеріальне спінове маркування (ASL) покладаються на парамагнітні властивості оксигенованого та дезоксигенованого гемоглобіну, щоб побачити зображення зміни кровотоку в мозку, пов’язаного з нейронною активністю. Це дозволяє генерувати зображення, які відображають, які структури мозку активуються (і як) під час виконання різних завдань або в стані спокою. Згідно з гіпотезою оксигенації, зміни у споживанні кисню в регіональному церебральному кровотоці під час когнітивної або поведінкової активності можуть бути пов’язані з регіональними нейронами як безпосередньо пов’язані з когнітивними або поведінковими завданнями, які виконуються.
Більшість фМРТ-сканерів дозволяють показувати суб’єктам різні візуальні зображення, звуки та стимули дотику, а також виконувати різні дії, такі як натискання кнопки або переміщення джойстика. Отже, фМРТ можна використовувати для виявлення структур мозку та процесів, пов’язаних із сприйняттям, мисленням і діями. Роздільна здатність фМРТ нині[коли?] становить близько 2-3 міліметрів, обмежена просторовим поширенням гемодинамічної відповіді на нейронну активність. Він значною мірою витіснив ПЕТ для вивчення патернів активації мозку. Однак ПЕТ зберігає суттєву перевагу в тому, що він здатний ідентифікувати специфічні рецептори мозку (або транспортери), пов’язані з певними нейромедіаторами, завдяки своїй здатності відображати «ліганди» рецепторів із радіоактивною міткою (ліганди рецепторів — це будь-які хімічні речовини, які прилипають до рецепторів). Існує також серйозне занепокоєння щодо достовірності деяких статистичних даних, які використовують в аналізі фМРТ; отже, обґрунтованість висновків, зроблених у багатьох дослідженнях фМРТ.
З точністю від 72 % до 90 %, де ймовірність досягає 0,8 %,  методи фМРТ можуть визначити, яке з набору відомих зображень переглядає суб’єкт.
Як і дослідження здорових суб'єктів, фМРТ все частіше використовують для медичної діагностики захворювань. Оскільки фМРТ є особливо чутлива до споживання кисню в крові, то він надзвичайно чутливий до ранніх змін у мозку внаслідок ішемії (аномально низького кровотоку), змін, які призводять до інсульту. Рання діагностика деяких типів інсульту стає все більш важливою у неврології, оскільки речовини, які розчиняють тромби, можуть використовувати в перші години після появи деяких видів інсульту, але вони небезпечні для використання після цього. Зміни мозку, які спостерігаються при МРТ, можуть допомогти ухвалити рішення про лікування цими препаратами.
Недавні дослідження машинного навчання в психіатрії використовували фМРТ для створення моделей машинного навчання, які можуть розрізняти людей із суїцидальною поведінкою чи без неї. Дослідження візуалізації в поєднанні з алгоритмами машинного навчання можуть допомогти виявити нові маркери в нейровізуалізації, які могли б дозволити стратифікацію на основі ризику самогубства пацієнтів і допомогти розробити найкращу терапію та лікування для окремих пацієнтів.
У 2023 році дослідники змогли реконструювати у відео суб'єктивний досвід людини (кваліа, те що людина бачить) за допомогою штучного інтелекту, навчаного на великій кількості фМРТ зображень.

### Магнітоенцефалографія
Магнітоенцефалографія (МЕГ) — це метод візуалізації, який використовують для вимірювання магнітних полів, створюваних електричною активністю в мозку, через надзвичайно чутливі пристрої, такі як надпровідні квантові інтерференційні пристрої або магнітометри без спінового обміну. МЕГ пропонує дуже пряме вимірювання нервової електричної активності (в порівнянні, наприклад, з МРТ) з дуже високою часовою щільністю, але відносно низьким просторовою щільністю. Перевага у вимірюванні магнітних полів, створюваних нервовою активністю, полягає в тому, що вони, ймовірно, будуть менш спотворені навколишніми тканинами (особливо черепом і шкірою голови) в порівнянні з електричними полями, вимірюваними електроенцефалографією (ЕЕГ). Зокрема, можна показати, що магнітні поля, створені електричною активністю, не схильні до впливу навколишніми тканинами голови, коли голова моделюється як набір сконцентрованих сферичних оболонок, кожна з яких є ізотропним однорідним провідником. Реальні голови не мають сферичну форму і мають переважно анізотропну провідність (особливо через білу речовину і череп). У той час як анізотропія черепа має незначний вплив на МЕГ (на відміну від ЕЕГ), анізотропія білої речовини сильно впливає на вимірювання Мег для радіальних і глибоких джерел. Відзначимо, однак, що в цьому дослідженні передбачалося, що череп є однорідно анізотропним, що невірно для реальної голови: абсолютна і відносна товщина шару кори і губчастої кістки відрізняються на поверхні та всередині черепа. Це уможливлює, що на Мег також впливає анізотропія черепа, хоча, ймовірно, не тією самою мірою, що і на ЕЕГ.
Існує безліч способів застосування МЕГ, в тому числі допомога хірургам в локалізації патології, допомога дослідникам у визначенні функцій різних частин мозку, нейробіоуправління та інші.

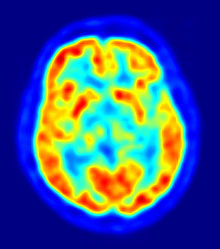
Позитронно-емісійна томографія мозку

### Позитрон-емісійна томографія
Позитрон-емісійна томографія (ПЕТ) та позитрон-емісійна томографія томографія головного мозку вимірюють викиди радіоактивно мічених метаболічно активних хімічних речовин, які були введені в кровотік. Дані про викиди обробляються на комп'ютері для отримання 2- або 3-вимірних зображень розподілу хімічних речовин по всьому мозку.:57Радіонукліди, які використовують при скануванні виробляються циклотроном, та випускають позитрони, а хімічні речовини маркуються цими радіоактивними атомами. Ця позначена структура (хімічна сполука), яка називається радіотрасером, вводиться в кровотік і зрештою потрапляє в мозок. Датчики в ПЕТ-сканері виявляють радіоактивність як міру накопичення сполук в різних областях мозку. Комп'ютер використовує дані, зібрані датчиками, для створення різнокольорових 2- або 3-вимірних зображень, які показують, де сполука діє в мозку. Особливо корисний широкий спектр лігандів, які використовують для картування різних аспектів нейромедіаторної активності, причому із найбільш використовуваних індикаторів ПЕТ є мічена форма глюкози.
Найбільшою перевагою ПЕТ-сканування є те, що різні сполуки можуть демонструвати кровотік та метаболізм кисню та глюкози в тканинах мозку в стані активності. Ці вимірювання відображають обсяг мозкової активності в різних областях мозку та дозволяють дізнатися більше про те, як працює мозок. Сканування ПЕТ перевершило всі інші методи метаболічної візуалізації з точки зору щільності візуалізації та швидкості завершення сканування (всього за 30 секунд), коли вони вперше стали доступні. Поліпшена щільність дозволила краще вивчати область мозку, яка активується конкретним виконуваними завданням. Найбільший недолік ПЕТ-сканування полягає в тому, що, через те, що радіоактивність швидко зменшується, воно обмежується моніторингом коротких завдань. До появи технології МРТ сканування ПЕТ-сканування було найкращим методом функціональної (а не структурної) візуалізації мозку, і він продовжує робити великий внесок в нейробіологію.
ПЕТ-сканування також використовують для діагностики захворювань головного мозку, перш за все тому, що пухлини головного мозку, інсульти та хвороби, що пошкоджують нейрони, які спричиняють набуте слабоумство (наприклад, хвороба Альцгеймера), всі ці захворювання викликають великі зміни в метаболізмі мозку, які, в свою чергу, легко виявляються через ПЕТ сканування. ПЕТ, ймовірно, найбільш корисна в ранніх випадках визначених деменцій (класичними прикладами є хвороба Альцгеймера і хвороба Піка), коли ранні ушкодження занадто дифузні та спричиняють занадто мало відмінностей в обсязі мозку та в грубій структурі, щоб ці зміни були помітні на КТ або на МРТ, унеможливлює впевнене розрізнення хвороби та «нормального» стану мозку.

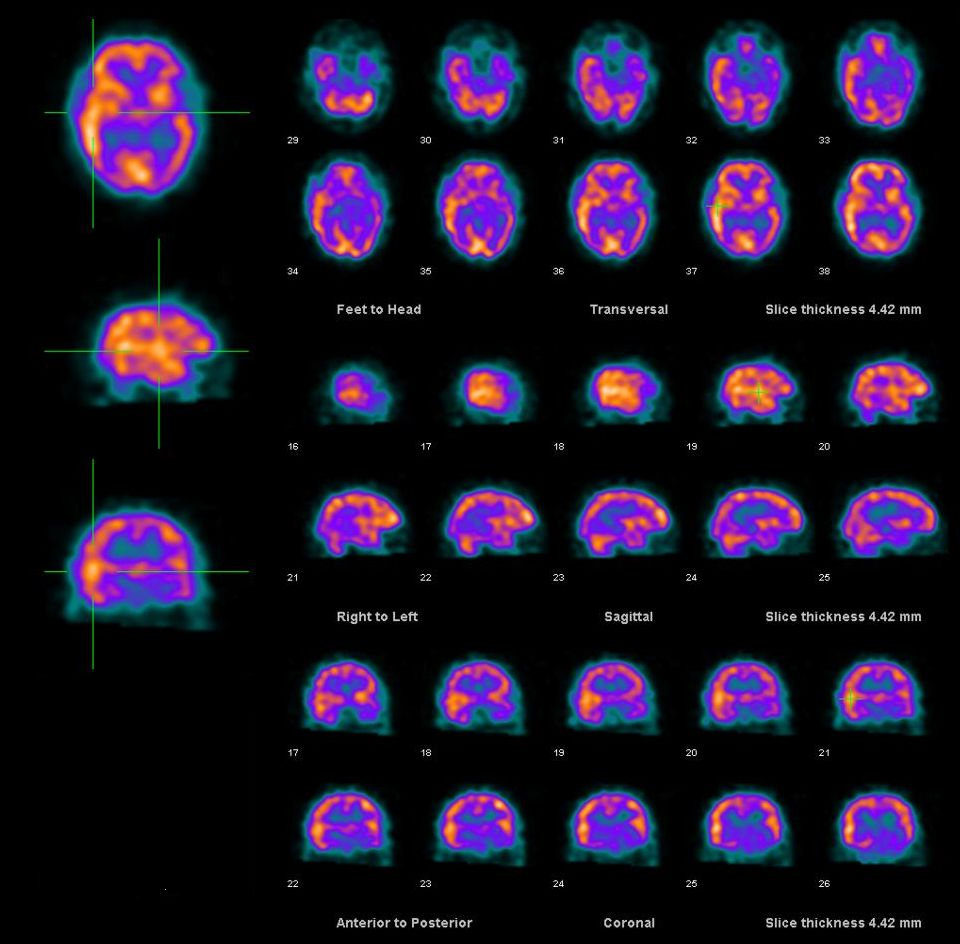
Однофотонна емісійна комп'ютерна томографія (ОФЕКТ чи SPECT) мозку

### Однофотонна емісійна комп'ютерна томографія (SPECT, ОФЕКТ)
Однофотонна емісійна комп'ютерна томографія (SPECT, ОФЕКТ) схожа на ПЕТ й використовує гамма-випромінювання, що випромінюється радіоізотопами, і гамма-камеру для запису інформації на комп'ютер у вигляді 2- або 3-вимірних зображень активних ділянок мозку. ОФЕКТ потребує ін'єкції радіоактивного маркера, який швидко поглинається мозком, але не перерозподіляється. Його споживання становить близько 100 % протягом 30-60 с, відображаючи кровопостачання головного мозку під час ін'єкції. Саме ці властивості роблять ОФЕКТ особливо зручною для візуалізації епілепсії, що зазвичай є складним завданням через рухи пацієнта та різні типи судом. ОФЕКТ здійснює «моментальний знімок» кровопостачання головного мозку та зображення можна отримати одразу після завершення судом (в той час як маркер був введений під час судом). Значним обмеженням ОФЕКТ є низька щільність (до 1 см) у порівнянні з МРТ. Сьогодні широко використовують машини ОФЕКТ з двома головками детекторів, хоча на ринку вже доступні машини Triple Detector Head. Томографічна реконструкція (переважно використовують для функціональних «знімків» мозку) вимагає багаторазових проєкцій з головок детекторів, які обертаються навколо черепа людини, тому деякі дослідники розробили машини з 6 та 11 детекторами ОФЕКТ, щоб скоротити час для виконання зображення та надати вищу роздільну здатність.
Як ПЕТ, ОФЕКТ також може бути використана для диференціації різних видів хворобливих процесів, які викликають деменцію, та її все частіше використовують для цієї мети. Нейро-ПЕТ має недолік, що вимагає використання маркерів з періодом напіврозпаду не більше 110 хвилин, таких як фтордезоксиглюкоза. Їх виробляє циклотрон і вони дорогі, або навіть недоступні, якщо час транспортування займає більше ніж кілька періодів напіврозпаду. ОФЕКТ, однак, здатний використовувати маркери з набагато довшим періодом напіврозпаду, наприклад технецій-99m, і в результаті, є набагато більш широко доступним.
ОФЕКТ також використовують для оцінки резистентної епілепсії. Тут використовують мічений 99Tc гексаметилпропіленамінооксим (99Tc HMPAO) або димер етилцистеїнату (99Tc ECD) як індикатори. Радіоіндикатор вводять у вену пацієнта, як тільки виявляється початок нападу, і сканування виконується протягом кількох годин після закінчення нападу. Ця техніка називається іктальною ОФЕКТ і базується на збільшенні CBF у місцях початку нападу під час нападу. Міжнападова ОФЕКТ — це сканування, яке виконується за допомогою тих самих індикаторів, але в той час, коли у пацієнта немає судом. У проміжках між судомами спостерігається зниження CBF у місцях початку нападу, яке не настільки виражене, як збільшення кровотоку під час нападу.

### Ультразвукове дослідження черепа
Ультразвукове дослідження черепа зазвичай проводиться тільки у немовлят, у яких відкрите тім'ячко забезпечує акустичні вікна, що дозволяють проводити ультразвукове дослідження мозку. Переваги включають в себе відсутність іонізуючого випромінювання та можливість сканування біля ліжка хворого, але відсутність деталей м'яких тканин означає, що МРТ є кращим у деяких випадках.

## Переваги та недоліки методів нейровізуалізації

### Функціональна магнітно-резонансна томографія (фМРТ)
ФМРТ зазвичай класифікується як мінімальний або помірний ризик через його неінвазивність порівняно з іншими методами візуалізації. ФМРТ використовує контраст, залежний від рівня оксигенації крові (BOLD), щоб створити свою форму зображення. BOLD-контраст є природним процесом, що відбувається в організмі, тому фМРТ часто надають перевагу методам візуалізації, які потребують радіоактивних маркерів для отримання подібного зображення. Проблемою використання фМРТ є його використання в осіб з медичними імплантатами або пристроями та металевими предметами в тілі. Магнітний резонанс (МР), випромінюваний обладнанням, може спричинити збій медичних пристроїв і притягнути металеві предмети до тіла, якщо їх не перевірити належним чином. Наразі FDA класифікує медичні імплантати та пристрої на три категорії залежно від МР-сумісності: МР-безпечні (безпечні в усіх МР-середовищах), МР-небезпечні (небезпечні в будь-якому МР-середовищі) та МР-умовні (МР-сумісні в певних середовищах, що потребують додаткової інформації).

### Комп’ютерна томографія (КТ)
Комп’ютерна томографія була представлена в 1970-х роках і швидко стала одним із найпоширеніших методів візуалізації. Комп’ютерну томографію можна виконати менш ніж за секунду та швидко отримати результати для клініцистів, а її простота використання призвела до збільшення кількості виконаних комп’ютерних томографій у Сполучених Штатах з 3 мільйонів у 1980 році до 62 мільйонів у 2007 році. Клініцисти часто роблять кілька сканувань, при цьому 30 % осіб проходять принаймні 3 сканування в одному дослідженні використання КТ. Комп’ютерна томографія може піддати пацієнтів радіації, яка в 100-500 разів перевищує рівень традиційного рентгенівського випромінювання, причому більші дози радіації створюють зображення з кращою роздільною здатністю. Незважаючи на те, що використання комп’ютерної томографії є простим у використанні, збільшення кількості використання комп’ютерної томографії, особливо безсимптомних пацієнтів, викликає занепокоєння, оскільки пацієнти зазнають значного впливу радіації.

### Позитронно-емісійна томографія (ПЕТ)
Під час ПЕТ-сканування візуалізація не покладається на внутрішні біологічні процеси, а покладається на чужорідну речовину, введену в кровотік, що рухається до мозку. Пацієнтам вводять радіоізотопи, які метаболізуються в мозку та випромінюють позитрони для створення візуалізації активності мозку. Кількість радіації, якій піддається пацієнт під час ПЕТ-сканування, є відносно невеликою, порівнянною з кількістю радіації навколишнього середовища, якій піддається людина протягом року. Радіоізотопи ПЕТ мають обмежений час впливу в організмі, оскільки вони зазвичай мають дуже короткий період напіврозпаду (~2 години) і швидко розпадаються. Тепер[коли?] фМРТ є кращим методом візуалізації активності мозку порівняно з ПЕТ, оскільки він не включає випромінювання, має вищу часову роздільну здатність, ніж ПЕТ, і є доступнішим у більшості медичних установ.

### Магнітоенцефалографія (МЕГ) та електроенцефалографія (ЕЕГ)
Висока часова роздільна здатність МЕГ та ЕЕГ дозволяє цим методам вимірювати мозкову активність з точністю до мілісекунди. І МЕГ, і ЕЕГ не вимагають опромінення пацієнта для функціонування. Електроди ЕЕГ виявляють електричні сигнали, вироблені нейронами, для вимірювання активності мозку, а MEG використовує коливання в магнітному полі, створюваному цими електричними струмами, для вимірювання активності. Перешкодою для широкого використання MEG є ціна, оскільки системи MEG можуть коштувати мільйони доларів. ЕЕГ є набагато більш широко використовуваним методом для досягнення такої тимчасової роздільної здатності, оскільки системи ЕЕГ коштують набагато дешевше, ніж системи МЕГ. Недоліком ЕЕГ і МЕГ є те, що обидва методи мають низьку просторову роздільну здатність порівняно з фМРТ.

## Див.також
- Медична візуалізація
- Нейроінформатика
- Нейроінженерія
  - Нейрокомп'ютерний інтерфейс
  - Нейропротезування
- Інженерія нервової тканини
- Нейрореабілітація

### Книги
- Filippi, M. (2015). Oxford textbook of Neuroimaging (1st edition). Oxford. ISBN 978-0-19-164092-6.
- Sanelli, Pina C.; Schaefer, Pamela W.; Loevner, Laurie A. (2016). Neuroimaging: the essentials. Philadelphia: Wolters Kluwer Health. ISBN 978-1-4963-2959-2
- Barkhof, Frederik; Jäger, Rolf; Thurnher, Majda; Rovira, Àlex (2019). Clinical neuroradiology: the ESNR textbook. Cham, Switzerland. ISBN 978-3-319-68536-6
- Dubey, Prachi; Dundamadappa, Sathish Kumar; Ginat, Daniel Thomas; Bhadelia, Rafeeque; Moonis, Gul (2018). Neuroradiology: a core review. Philadelphia. ISBN 978-1-4963-7252-9
- Lanfermann, Heinrich (2019). Cranial neuroimaging and clinical neuroanatomy: atlas of MR Imaging and computed tomography (вид. 4th edition). New York. ISBN 978-3-13-241817-2
- Newton, Herbert B. (2022). Handbook of neuro-oncology neuroimaging (вид. Third edition). London, United Kingdom. ISBN 978-0-12-822995-8

### Журнали
- Investigative Radiology
- Brain Imaging and Behavior
- NeuroImage: Clinical
- Biological Psychiatry: Cognitive Neuroscience and Neuroimaging
- American Journal of NeuroRadiology
- Radiology: Artificial Intelligence
- Neurophotonics

### Статті
- Lee Chang Hak; Park Young Kwon; Lee Kwang (15 листопада 2023). Recent strategies for neural dynamics observation at a larger scale and wider scope. Biosensors and Bioelectronics 240. doi:10.1016/j.bios.2023.115638.